# Urheimat
El urheimat (del alemán: ur- ‘original’ y Heimat ‘hogar’, IPA: [uʁhajmat]) es un término lingüístico que denota el lugar originario de los hablantes de una protolengua. Debido a que muchos pueblos tienden a desplazarse y extenderse, no existe un urheimat absoluto; esto es, hay, por ejemplo, un urheimat indoeuropeo diferente del urheimat germánico o románico. Si la protolengua fue hablada en épocas históricas, la localización del urheimat es habitualmente clara (como es el caso, por ejemplo, del Imperio romano para las lenguas románicas). Si la protolengua está sin verificar, entonces su existencia y, en consecuencia, la realidad y localización exacta de su urheimat tienen siempre una naturaleza hipotética.

## Reconstrucción
Cuando se desconoce el urheimat de un grupo lingüístico particular, puede aplicarse el análisis del vocabulario de la protolengua como método de identificación. Por ejemplo, si no existiera documentación histórica y se quisiese encontrar el urheimat de las lenguas romances, la raíz latina para "vaca", que ha dado palabras similares en la mayoría de las lenguas latinas modernas para designar al mismo animal, podría indicar que las lenguas romances se originaron en un lugar donde existían vacas.
- italiano: vacca
- portugués: vaca
- español: vaca
- francés: vache
- rumano: vacă

## Elurheimatindoeuropeo
Muchos investigadores han intentado identificar el hogar original de los indoeuropeos, siendo este el uso más común del término urheimat. Para realizar esta tarea se han empleado como indicadores geográficos relevantes las palabras comunes para «salmón» y «haya» (mientras que no existe una palabra común para «león», por ejemplo; el parecido entre los términos para designar al animal en las lenguas modernas europeas se debe a un fenómeno de préstamos). Se han propuesto muchas ubicaciones para el urheimat indoeuropeo, como las estepas del Mar Negro, Anatolia o Armenia.